# Aust-Agder
Aust-Agder (literalment Agder Oriental)( ? i  escolteu-ne la pronunciació en noruec) és un comtat de Noruega, fronterer amb els de Telemark, Rogaland i Vest-Agder. La seva població és de 115.785 habitants (2016), i té una superfície de 9,212 quilòmetres quadrats. La capital i ciutat més poblada del comtat és Arendal.
El comtat, que es troba a la riba de l'estret Skagerrak, s'estén des Gjernestangen, a Risør, fins al Kvåsefjorden, a Lillesand. El 78% dels habitants del comtat viuen en els cinc municipis costaners: Arendal, Grimstad, Lillesand, Tvedestrand i Risør. El turisme és la principal font d'ingressos d'Aust-Agder. El municipi inclou les illes de Tromøy, Justøya, i Sandøya. L'interior del comtat abasta el districte tradicional de Setesdal, a través del qual flueix el riu Otra cap a la costa.
Durant l'època viking, el territori actual d'Aust-Agder formava part, juntament amb el comtat de Vest-Agder, del regne d'Agder.

## Etimologia
El significat del nom és «Agder Oriental», ja que Aust és la forma en nynorsk d'«est». Aust-Agder limita amb Vest-Agder, «Agder Occidental».
Fins al 1919, el comtat es deia Nedenes amt, nom del qual prové de l'antiga granja Nedenes (en nòrdic antic: Niðarnes). El primer element és el cas genitiu del nom del riu Nið (ara anomenat Nidelva), i l'últim element és nes, que significa «punta». El significat del nom del riu és desconegut.

## Escut d'armes
L'escut d'armes data del 1958, i mostra dues barres d'or sobre un fons vermell. Simbolitzen el comerç de la fusta i la recuperació del mineral de ferro, que era important per a l'economia d'Aust-Agder.

## Divisió administrativa
El sistema dels municipis, o kommuner, es va establir a Noruega el 1837, en base de les parròquies ja existents. Actualment el comtat d'Aust-Agder es divideix en 15 municipis: 
| Rang  | Nom             | Habitants | Àrea km² | Map |
| ----- | --------------- | --------- | -------- | --- |
| 1     | Arendal         | 41.655    | 256      | Map |
| 2     | Grimstad        | 20.497    | 273      | Map |
| 3     | Lillesand       | 9.465     | 180      | Map |
| 4     | Risør           | 6.894     | 179      | Map |
| 5     | Tvedestrand     | 5.939     | 204      | Map |
| 6     | Froland         | 5.002     | 605      | Map |
| 7     | Birkenes        | 4.689     | 633      | Map |
| 8     | Evje og Hornnes | 3.397     | 521      | Map |
| 9     | Gjerstad        | 2.478     | 308      | Map |
| 10    | Vegårshei       | 1.886     | 322      | Map |
| 11    | Åmli            | 1.861     | 1.068    | Map |
| 12    | Valle           | 1.289     | 1.135    | Map |
| 13    | Iveland         | 1.254     | 250      | Map |
| 14    | Bygland         | 1.223     | 1.156    | Map |
| 15    | Bykle           | 970       | 1.256    | Map |
| Total | Aust-Agder      | 108.499   | 9.158    | Map |

## Població
Des del cens del 1769, Aust-Agder ha experimentat un constant creixement de la població: de 29.633-79.927 el 1900, i 102.848 el 2001. No va ser significativa l'emigració als Estats Units al segle xix i principis del segle xx.